# Nine Track Mind
Nine Track Mind – album studyjny amerykańskiego piosenkarza Charliego Putha z 2016 roku, wydany przez Atlantic Records.
Premiera albumu miała miejsce 29 stycznia 2016 w Stanach Zjednoczonych. Pierwszy singel z płyty "One Call Away" ukazał się 20 sierpnia 2015; drugi "We Don't Talk Anymore" 24 maja 2016; trzeci "Dangerously" 2 grudnia 2016.

## Lista utworów
| Nr  | Tytuł utworu                                  | muzyka i tekst                                                                   | Długość |
| --- | --------------------------------------------- | -------------------------------------------------------------------------------- | ------- |
| 1.  | „One Call Away”                               | Charlie Puth, Matt Prime, Shy Carter, Breyan Isaac, Maureen McDonald, DJ Frank E | 3:14    |
| 2.  | „Dangerously”                                 | Charlie Puth, Jonathan Rotem, Infamous, James Abrahart, Alexander Izquierdo      | 3:19    |
| 3.  | „Marvin Gaye (gości. Meghan Trainor)”         | Charlie Puth, Julie Frost, Jacob Luttrell, Jacob Luttrell, Nick Seeley           | 3:07    |
| 4.  | „Losing My Mind”                              | Charlie Puth, Vera Hall, Breyan Isaac, Ruby Tartt                                | 3:32    |
| 5.  | „We Don't Talk Anymore (gości. Selena Gomez)” | Charlie Puth, Selena Gomez, Jacob Kasher Hindlin                                 | 3:37    |
| 6.  | „My Gospel”                                   | Charlie Puth, Josh Kear                                                          | 3:30    |
| 7.  | „Up All Night”                                | Charlie Puth, Giorgio Tuinfort, Bonnie McKee, Thomas Troelson                    | 3:10    |
| 8.  | „Left Right Left”                             | Charlie Puth, DJ Frank E, Paris Jones, Marc E. Bassy, Geoffro                    | 3:26    |
| 9.  | „Then There's You”                            | Charlie Puth, Ross Golan, Johan Carlsson                                         | 3:34    |
| 10. | „Suffer”                                      | Charlie Puth, Breyan Isaac                                                       | 3:30    |
| 11. | „As You Are (gości. Shy Carter)”              | Charlie Puth, Shy Carter, Rick Parkhouse, George Tizzard, Jack Martello          | 3:55    |
| 12. | „Some Type of Love”                           | Charlie Puth, David Brook                                                        | 3:07    |
|     |                                               |                                                                                  | 41:01   |

W wersji deluxe znalazły się utwory: River, Does It Feel i Nothing but Trouble (Instagram Models) (Dance Remix), zaś w wersji międzynarodowej także See You Again w wykonaniu Wiz Khalifa (gości. Charlie Puth) ze ścieżki dźwiękowej Szybkich i wściekłych 7 z 2015 roku.